# Frissons d'outre-tombe
Pour les articles homonymes, voir Outre-tombe.
Pour plus de détails, voir Fiche technique et Distribution.
Frissons d'outre-tombe (From Beyond the Grave) est un film britannique de Kevin Connor sorti en 1974.

## Synopsis
Une série de sketchs d'après les histoires de R. Chetwynd-Hayes contée par un antiquaire et ayant comme thème la mort...

## Fiche technique
- Titre original : From Beyond the Grave
- Réalisation : Kevin Connor
- Scénario : R. Chetwynd-Hayes, Raymond Christodoulou et Robin Clarke
- Directeur de la photographie : Alan Hume
- Montage : John Ireland
- Musique : Douglas Gamley
- Costumes : Joan Hilling
- Décors : Bert Davey
- Production : Max Rosenberg et Milton Subotsky
- Genre : Film d'épouvante
- Pays :  Royaume-Uni
- Durée : 97 minutes
- Date de sortie :
  -  Royaume-Uni : 23 février 1974
  -  France : mars 1974

## Distribution
- Ian Bannen : Christopher Lowe (Segment 2 : An Act of kindness)
- Ian Carmichael : Reginald Warren (Segment 3 : The Elemental)
- Peter Cushing (VF : Claude Dasset) : le propriétaire du magasin d'antiquité
- Diana Dors : Mabel Lowe (Segment 2 : An Act of kindness)
- Margaret Leighton : Madame Orloff (Segment 3 : The Elemental)
- Donald Pleasence (VF : Philippe Dumat) : Jim Underwood (Segment 2 : An Act of kindness)
- Nyree Dawn Porter : Susan Warren (Segment 3 : The Elemental)
- David Warner : Edward Charlton (Segment 1 : The Gate Crasher)
- Angela Pleasence : Emily Underwood (Segment 2 : An Act of kindness)
- Ian Ogilvy (VF : François Leccia) : William Seaton (Segment 4 : The Door)
- Lesley-Anne Down : Rosemary Seaton (Segment 4 : The Door)
- Jack Watson : Sir Michael Sinclair (Segment 4 : The Door)
- Wendy Alnutt : Pamela (Segment 1 : The Gate Crasher)
- Rosalind Ayres : la prostituée (Segment 1 : The Gate Crasher)
- Tommy Godfrey : Mr. Jeffries (Segment 1 : The Gate Crasher)